# 나무위키
나무위키(영어·스페인어: namuwiki)는 파라과이에 본사를 둔 Umanle S.R.L.이 운영하는 한국어 위키위키이다. 리그베다 위키의 2015년 4월 11일자 데이터베이스를 포크하여 같은 해 4월 17일 시작되었다.

## 역사
나무위키의 전신인 리그베다 위키는 2007년 3월 1일에 엔젤하이로 위키라는 명칭으로 설립되었다. 만화·애니메이션·인터넷 속어 등 서브컬처 문화를 주로 다루었으며, 말장난 등 농담을 취소선과 섞어 쓰는 독특한 서술로 인기를 끌었고 두터운 마니아 층이 지속하여 글을 쓰면서 규모가 커졌다. 2012년에는 리그베다 위키로 명칭을 바꾸었다. 그런데 리그베다 위키의 운영자가 위키를 사유화한다는 논란이 일어나서 대체 위키를 만들고자 하는 여론이 확산되었고, 리그베다 위키를 포크한 대체 위키로 나무위키가 만들어졌다. 포크된 문서는 리그베다 위키 문서의 90% 가량이다. 리그베다 위키 사유화 논란으로 인해 대체 위키로서 리그베다 위키를 포크한 나무위키, 제로 베이스로 시작한 리브레 위키, 디시인사이드에서 만든 디시위키 등이 만들어지며 대위키시대라고 불리게 되었다. 이후 리그베다 위키 사용자 대부분은 나무위키, 리브레 위키 등으로 분화되었다.
2016년 5월, 나무위키의 설립자 namu는 나무위키의 소유권을 파라과이 아순시온에 위치한 회사인 umanle S.R.L.이라는 새 소유자에게 이전했다.
2019년 나무위키는 전자신문과 만나 대한민국 국내 서비스 합작회사(jv)인 나무위키 비즈코리아를 설립했다. 나무위키의 광고를 관리하던 대행사 대표를 선임하여 사업을 진행하게 하고 송파구 스타파크 A동 6층 애드온컴퍼니 내에 소재한다. 서버를 파라과이에 설치하였으며 서버 관리 담당은 엑토르 파비안 곤살레스 에스코바르이다.

## 서술 및 토론